# Rafael Doménech
Rafael Domènech i Gallissà (Tivisa, 1874 - Madrid, 20 de diciembre de 1929) fue un crítico e historiador de arte español.
Fue profesor de historia del arte en la Escuela de Bellas Artes de Valencia y en la Escuela Especial de Pintura de Madrid. En 1913 fue nombrado director del actual Museo Nacional de Artes Decorativas de Madrid. Elegido en 1922 miembro de la  Real Academia de Bellas Artes de San Fernando. Colaboró en  publicaciones artísticas de Barcelona (Forma, Vell i nou) y en diarios generalistas (El Liberal, ABC). Fue crítico de arte en Las Provincias y director de la Biblioteca de Arte Español. 